# Кларк (окръг, Уисконсин)
Вижте пояснителната страница за други населени места с името Кларк.
Окръг Кларк (на английски: Clark County) е окръг в щата Уисконсин, Съединени американски щати. Площта му е 3157 km², а населението - 34 659 души (1 април 2020). Административен център е град Нийлсвил.